# 16 септември
16 септември е 259-ият ден в годината според григорианския календар (260-и през високосна). Остават 106 дни до края на годината.

## Събития
- 1620 г. – От Плимут (Англия) потегля корабът Мейфлауър, чиито пътници създават в Плимут (Масачузетс), първата английска колония в Америка.
- 1794 г. – Стойко Владиславов е избран от търновския митрополит за врачански епископ и приема името Софроний Врачански.

- 1795 г. – Великобритания завладява Кейп Таун (дн. ЮАР).
- 1810 г. – Мексико обявява независимост от Испания.
- 1848 г. – Американските астрономи братя Уилям Кранч Бонд и Джордж Филипс Бонд и английския астроном Уилям Ласел независимо откриват Хиперион – естествен спътник на Сатурн.
- 1859 г. – Британският изследовател Дейвид Ливингстън открива езерото Няса – сега на границата между Малави, Танзания и Мозамбик.
- 1875 г. – Избухва Старозагорското въстание, организирано от Българския революционен централен комитет в Букурещ и ръководено от Стефан Стамболов с помощници Захари Стоянов и Георги Икономов.
- 1903 г. – Хенри Ройс тества първия си двуцилиндров двигател с мощност 10 конски сили.
- 1907 г. – Основан е Съюз на запасните офицери в България.
- 1908 г. – Основана е компанията Дженерал Мотърс.
- 1940 г. – Втората световна война: В САЩ е въведена задължителна военна служба за мъжете.
- 1949 г. – Великото народно събрание приема нов Закон за БАН, според него Академията е държавно научно учреждение, подчинено пряко на Министерския съвет.
- 1963 г. – Малайзия образува федерация със Сабах, Сравак и Сингапур.
- 1963 г. – След получаване на независимост от Франция, Мохамед Ахмед Бен Бела е избран за първия президент на Алжир.
- 1966 г. – В Ню Йорк се състои първото представление в новата сграда на Метрополитън опера.
- 1975 г. – Папуа Нова Гвинея обявява независимост от Великобритания (администрацията на Австралия).
- 1975 г. – Кабо Верде, Мозамбик и Сао Томе и Принсипи се присъединяват към ООН.
- 1976 г. – Арменският шампион по подводно плуване Шаварш Карапетян спасява 20 души от тролейбус, паднал във водохранилище в Ереван.
- 1978 г. – При земетресение в югоизточен Иран (град Табас и околностите му) с магнитуд 7,5 – 7,9 по Скалата на Рихтер загиват 26 000 души.
- 1980 г. – Сейнт Винсент и Гренадини се присъединява към ООН.
- 1982 г. – Ливанската милиция извършва Клане в Сабра и Шатила, при което са убити 700 цивилни лица.
- 1986 г. – При пожар в мината Кинрос (ЮАР) загиват 177 души.
- 1987 г. – В Монреал е подписан Протокол за защита на озоновия слой.
- 1999 г. – В резултат на бомбен атентат в 9-етажен жилищен блок в руския град Волгодонск загиват 17 души, а 70 са ранени.
- 2005 г. – Излиза първата версия на Joomla!, на базата на Mambo 4.5.2.3, комбинирана с няколко други добавки и поправки.
- 2007 г. – Самолетът при полет 269 „Уан Ту Гоу Еърлайнс“ се разбива в Тайланд и убива 90 от общо 130 души на борда.

## Родени
- 16 г. – Друзила, римска матрона († 38 г.)
- 1666 г. – Антоан Парен, френски математик († 1813 г.)
- 1745 г. – Михаил Кутузов, руски военачалник (генерал-фелдмаршал) († 1813 г.)
- 1795 г. – Саверио Меркаданте, италиански композитор († 1870 г.)
- 1824 г. – Пьотър Алабин, руски общественик († 1896 г.)
- 1853 г. – Албрехт Косел, германски физиолог, лауреат на Нобелова награда за физиология или медицина през 1910 г. († 1813 г.)
- 1857 г. – Александър Южин, руски драматичен артист († 1927 г.)
- 1859 г. – Панайот Бърнев, български военен деец († 1934 г.)
- 1859 г. – Шъ-кай Юан, китайски държавен и военен деец († 1916 г.)
- 1885 г. – Карен Хорни, германска психоложка († 1952 г.)
- 1888 г. – Франс Емил Силанпя, финландски писател, Нобелов лауреат († 1964 г.)
- 1890 г. – Константин Лукаш, български висш офицер († 1945 г.)
- 1891 г. – Карл Дьониц, германски морски главнокомандващ († 1980 г.)
- 1892 г. – Вернер Бергенгрюн, немско-балтийски писател († 1964 г.)
- 1897 г. – Владимир Трендафилов, български актьор († 1972 г.)
- 1902 г. – Камен Зидаров, български писател († 1987 г.)
- 1905 г. – Иван Серов, руски офицер († 1990 г.)
- 1919 г. – Атанас Ганчев, български учен († 1970 г.)
- 1922 г. – Йеросхимонах Пахомий, български православен монах († 2007 г.)
- 1924 г. – Лорън Бекол, американска актриса и манекен († 2014 г.)
- 1925 г. – Би Би Кинг, американски китарист († 2015 г.)
- 1927 г. – Питър Фолк, американски актьор († 2011 г.)
- 1947 г. – Александър Руцкой, руски офицер и политик
- 1947 г. – Брото Утомо, индонезийски дипломат
- 1950 г. – Павел Панов, български футболист и футболен треньор 2018
- 1952 г. – Мики Рурк, американски актьор
- 1952 г. – Фатос Нано, албански политик и 44-ти премиер на Албания
- 1956 г. – Дейвид Копърфийлд, американски илюзионист
- 1964 г. – Станчо Цонев, български футболист
- 1968 г. – Марк Антъни, американски певец
- 1977 г. – Нина Гавазова, българска актриса
- 1987 г. – Мерве Болугур, турска актриса
- 1987 г. – Кайл Лафърти, ирландски футболист
- 1980 г. – Радослав Забавник, словашки футболист
- 1983 г. – Кърсти Ковънтри, зимбабвийска плувкиня
- 1985 г. – Рая Назарян, български политик и адвокат
- 1992 г. – Ник Джонас, американски певец и актьор
- 1994 г. – Александър Митрович, сръбски футболист

## Починали
- 655 г. – Мартин I, римски папа (* ? г.)
- 1087 г. – Виктор III, римски папа (* ок. 1026 г.)
- 1380 г. – Шарл V, крал на Франция (* 1338 г.)
- 1498 г. – Томас де Торквемада, Велик инквизитор на Испания (* 1420 г.)
- 1589 г. – Мишел дьо Бей, брабантски теолог (* 1513 г.)
- 1736 г. – Габриел Фаренхайт, германски физик (* 1686 г.)
- 1834 г. – Антоан Венсан Арно – френски поет (* 1766 г.)
- 1869 г. – Томас Греъм, британски химик (* 1805 г.)
- 1894 г. – Ангел Обретенов, български революционер (* 1837 г.)
- 1925 г. – Александър Фридман, руски физик (* 1888 г.)
- 1932 г. – Александър Танев, български военен (* 1864 г.)
- 1932 г. – Роналд Рос, английски лекар, Нобелов лауреат (* 1857 г.)
- 1945 г. – Григор Чешмеджиев, български политик (* 1875 г.)
- 1977 г. – Мария Калас, гръцка певица (* 1923 г.)
- 1980 г. – Жан Пиаже, швейцарски психолог (* 1896 г.)
- 1990 г. – Иван Панев, български политик (* 1933 г.)
- 1990 г. – Семьон Куркоткин, съветски маршал (* 1917 г.)
- 1995 г. – Румяна Узунова, българска писателка (* 1936 г.)
- 1997 г. – Петър Шапкарев, български икономист (* 1908 г.)
- 1998 г. – Джон Пъстел, американски информатик (* 1943 г.)
- 2007 г. – Робърт Джордан, американски писател (* 1948 г.)

## Празници
- ООН – Международен ден за защита на озоновия слой – Отбелязва се от 1995 г. по решение на Общото събрание на ООН от 19 декември 1994 г. в деня на подписването на Монреалския протокол за защита на озоновия слой през 1987 г.
- Мексико – Ден на независимостта (от Испания, обявена на същата дата през 1810 г., извоювана окончателно през 1821 г., национален празник)
- Аржентина – Национален ден на младежта и Ден на правата на учениците в средни училища, в чест на „Нощта на моливите“.
- Уругвай – Ден на Уругвайската карикатура
- Папуа Нова Гвинея – Ден на независимостта (от Австралия, 1975 г., национален празник)